# Cote Desfossés
La Cote Desfossés est un quotidien économique et boursier français, qui a fusionné en 1992 avec La Tribune, pour donner naissance au titre La Tribune Desfossés, titre qui disparaît en 1996.

## Histoire
Deux lointains ancêtres de ce titre sont à signaler : en 1827, les frères Choisy fondent à Paris le titre financier Cours de changes et effets publics. Cours de la banque ; en 1834, Jacques Bresson commence à publier le Cours général de la Bourse de Paris, inspiré par le périodique britannique, Course of the Exchange. En 1861 les « cours » Choisy et Bresson fusionnent et deviennent Cours général de la Bourse de Paris. Cotes Choisy et Bresson réunies.
Le 2 janvier 1895, après plusieurs fusions, elle prend le nom de Cours de la banque et de la bourse. Journal quotidien de la Bourse. Anciens cours de Choisy et Bresson réunis, E. Desfossés et Cie... Supplément, son propriétaire et patron est Victor Antoine Desfossés, agent de change et collectionneur d'art réputé. Actif dans les coulisses de la Bourse depuis 1874, Desfossés dirigeait depuis 1892 le journal Gil Blas. L'homme d'affaires fonde également une imprimerie qui, en 1900, se spécialise dans la photogravure, Desfossés Néogravure.
Le Cours de la Bourse et de la Banque, commence alors à être plus connue sous le nom de cote Desfossés. C'est la seule reconnue par l'ensemble des coulissiers de la Bourse de Paris. S'inspirant de l’Annuaire de la Compagnie des agents de change, elle publie son propre annuaire, l'Annuaire Desfossés, fournissant le même type d'informations, mais sur les valeurs cotées sur le marché interbancaire. Elle publie ensuite l'intégralité des cours officiels à partir de 1907 par le biais d'Édouard Desfossés (1848-1923), frère du précédent, qui relance La Cote Desfossés à partir de janvier 1920.
La Cote Desfossés est remplacée entre 1940 et 1945 par le Bulletin de la cote de la Compagnie des agents de change de Paris. Elle connaît des  profils atypiques à sa tête, comme l'agent de change Courballée, qui prête un million de francs, sous l'occupation, pour faire sortir de prison les résistants Jacques Foccart et Henri Tournet, ou l'aventurier colonial André Bassinet et son gendre Jean Chamboulive, auteur d'une thèse sur "la direction des sociétés par actions aux États-Unis d'Amérique" en 1964, au moment où se prépare l'importante loi de 1966 sur le contrat de société en droit français. 
Dans les années 1950, le titre est publié tous les jours sauf le dimanche sur 24 pages, le compte rendu de la séance de la Bourse de Paris étant complété par des informations financières puisées aux meilleures sources d'information. Solide, car vendu exclusivement par abonnement, sans publicité commerciale, le titre affiche 29 millions de francs de résultat brut en 1988, dont la moitié provenant de la télématique (600 000 heures de connexion par an), pour un chiffre d'affaires de 83 millions de francs. Le titre est ensuite acheté en janvier 1989 par l'homme d'affaires libanais Georges Ghosn, qui deviendra plus tard propriétaire de France-Soir.
André Bassinet et Jean Chamboulive sont alors conseillés par leur banquier Initiative et Finance, filiale de la banque Indosuez, qui reste au capital après la transaction. Les recettes stables et récurrentes du titre donnent confiance aux financiers,, qui financent Georges Ghosn. Ceux-ci lui donnent cinq ans pour rembourser des crédits représentant la majeure partie des 267 millions de francs payés aux actionnaires de La Cote Desfossés, André Bassinet et Jean Chamboulive.
En 1991, la très rentable activité télématique est filialisée, par la création de Victoire Télématique, qui sera revendue en 2001 ; en 1996, un « cahier marchés » couleur saumon, permet de valoriser la cote du journal, entourée d'articles. Le nom Desfossés disparaît après novembre 1996.
Symbole de la Bourse de Paris et d'un capitalisme patrimonial plus tournée vers l'industrie et l'aventure que la rente immobilière, la Cote Desfossés est citée dans de nombreux romans.